# 1934년 증권거래법
1934년 증권거래법(영어: Securities Exchange Act of 1934) (Pub.L. 73–291, 48 Stat. 881, 1934년 6월 6일 제정, 법전화됨: 15 U.S.C. § 78a et seq.)은 미국 내 증권(주식, 채권, 그리고 사채)의 2차 거래를 규율하는 법률이다. 광범위한 법안의 획기적인 부분인 34년 법과 관련 법규는 미국 금융 시장 및 그 참여자들의 규제 기반을 형성한다. 1934년 법은 또한 미국 연방 증권법 집행의 주요 책임 기관인 증권거래위원회(SEC)를 설립했다.
기업들은 소위 발행시장에서 증권 발행을 통해 수십억 달러를 조달한다. 이러한 최초 발행을 규제하는 1933년 증권법과 대조적으로, 1934년 증권거래법은 발행자와 관련이 없는 사람들 사이에서 브로커나 딜러를 통해 이루어지는 증권의 2차 거래를 규제한다. 2차 시장에서의 거래를 통해 매년 수조 달러가 벌어지고 손실된다.
이 법은 약칭으로 거래법(Exchange Act), 34년 법('34 Act) 또는 1934년 법(1934 Act)이라고도 불린다.

## 증권거래소
1934년 법의 규제를 받는 한 영역은 증권(주식, 채권, 사채)이 교환되는 실제 장소이다. 여기서 거래소의 대리인 또는 전문가는 증권의 매매에서 상충하는 이해관계의 중개인 역할을 한다. 전문가의 중요한 기능은 시장에 유동성과 가격 연속성을 주입하는 것이다. 잘 알려진 거래소로는 뉴욕 증권거래소, NASDAQ, 아메리카 증권거래소 등이 있다.

## 증권 협회
1934년 법은 또한 증권 거래 자격이 없는 브로커-딜러를 규제했다. 물리적 위치 없이 거래를 제공하기 위한 통신 인프라가 개발되었다. 이전에는 이러한 브로커들이 신문 인쇄를 통해 주가를 확인하고 전화로 구두로 거래를 진행했다. 오늘날에는 디지털 정보 네트워크가 이러한 브로커들을 연결한다. 이 시스템은 NASDAQ으로 불리며, National Association of Securities Dealers Automated Quotation System의 약자이다.

## 자율규제기관(SRO)
1938년, 거래법은 맬로니 법에 의해 개정되어 국가 증권 협회의 설립 및 등록을 승인했다. 이들 그룹은 SEC의 감독하에 회원들의 행위를 감독하게 된다. 맬로니 법은 National Association of Securities Dealers, Inc. (NASD)의 설립으로 이어졌는데, 이는 자율규제기관(또는 SRO)이다. NASD는 브로커와 증권사에 대한 주요 감독 책임이 있었고, 나중에 NASDAQ 주식 시장에 대한 책임도 맡았다. 1996년, SEC는 NASD가 NASDAQ 운영자로서의 이익을 규제 기관으로서의 책임보다 우선시한다고 비판했고, 이 조직은 두 개로 분할되어 하나는 브로커와 증권사를 규제하고, 다른 하나는 NASDAQ 시장을 규제했다. 2007년, NASD는 NYSE (이미 AMEX를 인수한 상태였음)와 합병하여 금융산업규제당국(FINRA)이 설립되었다.

## 기타 거래 플랫폼
지난 30년간 브로커들은 증권 거래를 위한 두 가지 추가 시스템을 만들었다. 대안 거래 시스템(ATS)은 주식이 일반적으로 소규모의 사설 브로커, 딜러 및 기타 시장 참여자 네트워크를 통해 매매되는 준(quasi) 거래소이다. ATS는 ATS 거래량이 비교적 적고, 거래가 소수의 브로커나 딜러에 의해 통제되는 경향이 있다는 점에서 거래소 및 협회와 구별된다. ATS는 틈새 시장, 즉 사설 유동성 풀 역할을 한다. 1990년대 후반에 SEC가 발행한 Reg ATS는 이러한 소규모 시장에 대해 1) NASD에 브로커로 등록하거나, 2) 거래소로 등록하거나, 3) 낮은 거래 상한선 아래에서 비규제 ATS로 운영하도록 요구한다.
ATS의 특수 형태인 전자 통신 네트워크(ECN)는 증권 거래의 "블랙박스"로 묘사되었다. ECN은 완전히 자동화된 네트워크로, 매수 및 매도 주문을 익명으로 매칭한다. 많은 트레이더들은 대규모 매수 또는 매도 주문을 실행하기 위해 하나 이상의 거래 메커니즘(거래소, NASDAQ, ECN 또는 ATS)을 사용한다. 이는 대규모 거래를 위해 한 시장에 과도하게 의존하는 것이 대상 증권의 거래 가격을 불리하게 변경할 가능성이 있다는 사실을 의식하기 때문이다.

## 문제점
1933년 법은 발행자에 대한 적시 정보가 증권의 효과적인 가격 결정에 필수적임을 인식하지만, 1933년 법의 공시 요구사항(등록 진술서 및 투자 설명서)은 일회성이다. 1934년 법은 이 요구사항을 2차 시장에서 거래되는 증권에도 확대 적용한다. 회사가 특정 수 이상의 주주를 보유하고 특정 금액 이상의 자산(법 12, 13, 15조에 따라 500명 이상의 주주, 1천만 달러 이상의 자산)을 보유하는 경우, 1934년 법은 발행자가 특정 양식(연간 10-K 제출 및 분기별 10-Q 제출)으로 회사 정보를 SEC에 정기적으로 제출하도록 요구한다. 제출된 보고서는 EDGAR를 통해 일반에 공개된다. 회사에 중대한 사건이 발생하면(CEO 변경, 감사 법인 변경, 상당수 회사 자산 파괴), SEC는 회사가 이러한 변경된 조건을 반영하는 8-K 제출을 4영업일 이내에 발행하도록 요구한다(규제 FD 참조). 이러한 정기적인 제출을 통해 구매자는 회사의 가치를 더 잘 평가하고, 해당 정보에 따라 주식을 매수 및 매도할 수 있다.

## 사기 방지 조항
1933년 법은 사기 방지 조항(제17조)을 포함하고 있지만, 1934년 법이 제정될 당시에는 그 사기 방지 조항의 적용 범위와 정부 소송과 달리 개인 사적 시민이 주식 발행자 또는 관련 시장 참여자를 고소할 수 있는 사적 소권이 구매자에게 존재하는지에 대한 의문이 남아 있었다. 발전하면서, 1934년 법 제10(b)조와 상응하는 증권관리위원회 규칙 10b-5는 광범위한 사기 방지 문구를 포함하게 되었다. 법 제10(b)조(개정됨)는 (관련 부분에서) 다음과 같이 규정한다:
어떠한 사람도 직접 또는 간접적으로, 주간 상거래 또는 우편의 수단 또는 기구, 또는 국가 증권 거래소의 어떠한 시설을 사용하여...

(b) 국가 증권 거래소에 등록된 증권 또는 그렇게 등록되지 않은 증권, 또는 증권 기반 스왑 계약(그레이엄-리치-블라일리법 제206B조에 정의된 바와 같이)의 구매 또는 판매와 관련하여, 공공의 이익 또는 투자자 보호에 필요하거나 적절하다고 위원회가 규정할 수 있는 규칙 및 규정을 위반하는 어떠한 조작적이거나 기만적인 장치 또는 계략을 사용하거나 고용하는 것은 불법이다.

제10(b)조는 15 U.S.C. § 78j(b)에 성문법화되어 있다.
증권 소송에서 제10(b)조와 규칙 10b-5의 광범위한 적용 가능성과 유용성은 상당하다. 규칙 10b-5는 내부자 거래 사건을 다루는 데 사용되었지만, 주가 조작을 통해 주가를 인위적으로 부풀리거나 떨어뜨리는 가격 담합, 주가 상승을 위한 가짜 회사 매각, 심지어 회사가 투자자에게 관련 정보를 전달하지 않은 경우에도 사용되었다. 증권 소송 분야의 많은 원고들은 1934년 법의 보다 구체적인 사기 방지 조항 위반 외에도 제10(b)조와 규칙 10b-5 위반을 "만능" 주장으로 제기한다.

## 국가 안보로 인한 보고 면제
1934년 증권거래법 제13(b)(3)(A)조는 "미국의 국가 안보에 관한 사항"과 관련하여 대통령 또는 행정부 기관의 장이 기업에 특정 중요한 법적 의무를 면제할 수 있다고 규정한다. 이러한 의무에는 정확한 "장부, 기록 및 계정"을 유지하고 재무 거래의 적법성과 "일반적으로 인정되는 회계 원칙"에 따른 재무 제표 작성을 보장하기에 충분한 "내부 회계 관리 시스템"을 유지하는 것이 포함된다.
2006년 5월 5일, 연방 관보 공고에서 부시 대통령은 이 조항에 따른 권한을 국가정보국장에게 위임했다. 행정부 관계자는 비즈니스위크에 대통령이 백악관 외부의 인물에게 이 권한을 위임한 것은 이번이 처음이라고 말했다.

## 같이 보기
- 미국의 증권 규제
- 상품선물거래위원회
- 증권위원회
- 시카고 증권거래소
- 금융 규제
- 국가별 금융 규제 기관 목록
- NASDAQ
- 뉴욕 증권거래소
- 증권거래소
- 규제 D (SEC)

관련 법규
- 1933 – 1933년 증권법
- 1938 – 임시 국가 경제 위원회 (설립)
- 1939 – 신탁인수법
- 1940 – 투자 자문사 법
- 1940 – 투자 회사 법
- 1968 – 윌리엄스 법 (증권 공시법)
- 1975 – 1975년 증권법 개정
- 1982 – 가른-세인트 제르맹 예금 기관 법
- 1999 – 그레이엄-리치-블라일리 법
- 2000 – 상품선물 현대화법
- 2002 – 사베인스 옥슬리법
- 2006 – 2006년 신용 평가 기관 개혁법
- 2010 – 도드-프랭크 월스트리트 개혁 및 소비자 보호법